# 藝文志
《藝文志》始見於班固《漢書》，刪定劉歆《七略》而成，為後代正史「藝文志」之始祖。是史傳書籍開創「九流十家」之祖，「九流十家」一詞便出自《漢書藝文志略序》。

## 體裁流傳
刘歆《七略》本是增补其父刘向《别录》而来，其中记载了许多失传先秦古籍的纲要。《艺文志》紧随刘向刘歆父子创立的书目系统，例外很少。总序称：
|                           | 诏光禄大夫刘向校经传、诸子、诗赋，步兵校尉任宏校兵书，太史令尹咸校数术，侍医李柱国校方技。每一书已，向辄条其篇目，撮其指意，录而奏之。会向卒，哀帝复使向子侍中奉车都尉歆卒父业。歆于是总群书而奏其《七略》，故有《辑略》，有《六艺略》，有《诸子略》，有《诗赋略》，有《兵书略》，有《术数略》，有《方技略》。今删其要，以备篇籍。 |
| ——东汉班固《汉书·艺文志》 | |

刘歆划出第七略《輯略》记录自己写的书。班固在引用刘歆《七略》时，重新用回刘向的《六略》系统，并重新将刘歆的作品依六个类别分类。另外，班固还给《七略》诞生后（？-23）、《汉书》撰写前（？-92）的其他作品重加标题，其中也包括班固自己的作品。
相較於《史記》，《漢書》新增《刑法志》、《五行志》、《地理志》、《藝文志》四個志目。其中《漢書·藝文志》以《七略》“六分法”方式，“删其要，以备篇籍”，記載自先秦到西漢學術發展的狀況，分類記錄當時存世的典籍，共6略38类，计著录596家、13269卷，是中國現存最早的圖書分類目錄。例如“九流十家”的稱呼及其派流，即出自於《漢書·藝文志》。二十六史中，之後大部份正史均有《藝文志》或《經籍志》，例如《旧唐书》有《经籍志》，《新唐书》則改為《艺文志》，但並非每一部史書都有，如《新元史》沒有。
《隋書》則有《經籍志》，《隋書·經籍志》總序曰：“魏氏代漢，採掇遺亡，藏在秘書中外三閣。魏秘書郎鄭默，始制中經”。《隋書·經籍志》則是第一位把經籍分為經、史、子、集四部四十類，另附佛、道兩類典籍，有总序、小序，也有小注，与《汉书·艺文志》相仿。一直到清代編《四庫全書》仍以四部沿用。《隋書·經籍志》的成就在於對魏晉南北朝史學發展首次給予全面總結。《舊唐書·經籍志》將訓詁書、文字書、音韻書、書法書等圖書著錄，又將錢譜、竹譜從史部《譜牒類》中移除並劃歸至子部。

## 内容
| 略     | 種 | 家  | 篇/卷 |
| 六藝略 | 9  | 103 | 3,123 |
| 諸子略 | 10 | 189 | 4,324 |
| 詩賦略 | 5  | 106 | 1,318 |
| 兵書略 | 4  | 53  | 833   |
| 術數略 | 6  | 190 | 2,528 |
| 方技略 | 4  | 36  | 868   |
| ------ | -- | --- | ----- |

## 後世考證
宋代王应麟作《汉书艺文志考证》十卷，对三百八十多种图书进行了详细考订，“所考证者，汉书著记即起居注，家语非今家语，邓析子非子产所杀、庄忽奇严助之驳文，逢门即逄蒙之类，不过三五条而止”，又收未录之书二十七种，“《易》類增《連山》、《歸藏》、《子夏易傳》；《詩》類增《元王詩》；《禮》類增《大戴禮》、《小戴禮》、《王制》、《漢儀》；《樂》類增《樂經》、《樂元語》；《春秋類》增《冥氏春秋》；道家增《老子指歸》、《素王妙論》；法家增《漢律》、《漢令》；縱橫家增《鬼谷子》；天文增《夏氏日月傳》、《甘氏歲星經》、《石氏星經》、《巫咸五星占》、《周髀》、《星傳》……”，是第一部系统研究《汉书艺文志》的学术著作。王应麟認為《汉书·艺文志》中将于长《天下忠臣》归入“阴阳家”是不恰當的，又考定皇甫谧所云《伊尹汤液》即《汉书·艺文志》之《汤液经法》。又如：“老子指归不著录隋志：十一卷，严遵撰。列子释文云：遵，字君平，作指归十四篇，演解五千文。”
清人姚振宗又作《汉书艺文志拾补》六卷，补书三十四种。

## 評價
王鸣盛评价《汉书·艺文志》時，引金榜语：“不通《汉书·艺文志》，不可以读天下书。《艺文志》者，学问之眉目，著述之门户也。”
胡適評《藝文志略序》時評，班固為文太過主觀，不夠客觀。

## 延伸阅读
[在维基数据编辑]
 《漢書/卷030》，出自班固《漢書》
 《新唐書·卷057》，出自《新唐書》